# De Peel in brand

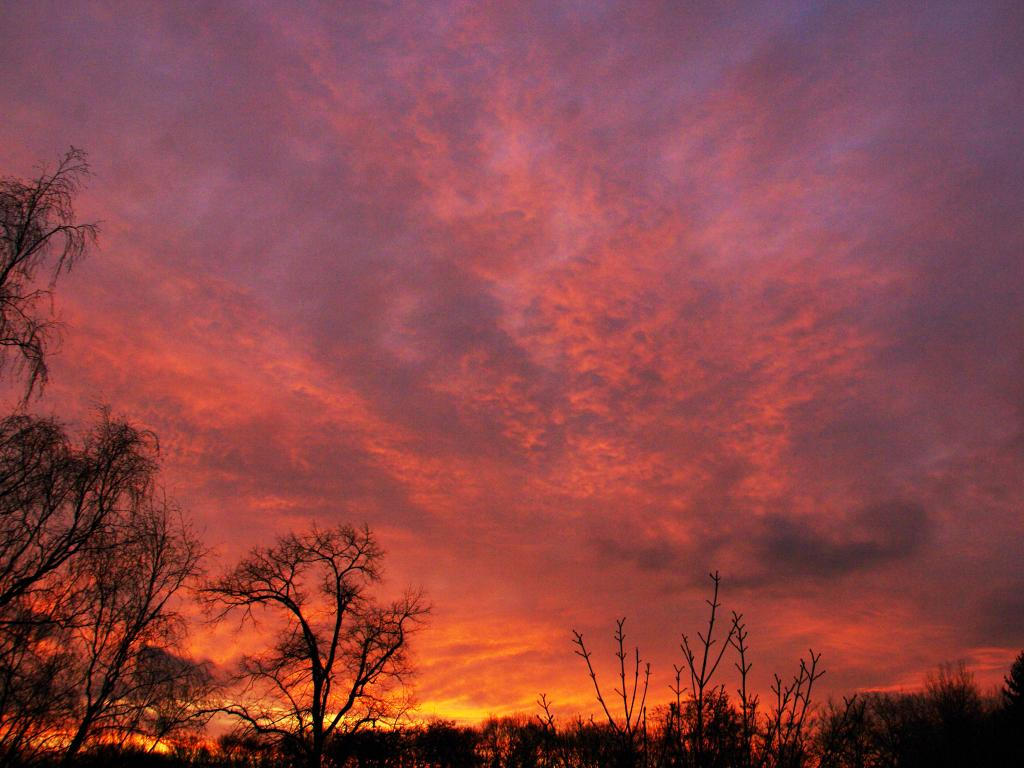
Avondrood in de Peel, waarbij het lijkt of hij in brand staat

De Peel in brand is een single van de Limburgse band Rowwen Hèze. Hoewel het een van de populairste nummers van deze band is, werd het pas in 2005 op single uitgebracht.
Het lied gaat over een klein jongetje dat vanuit zijn slaapkamerraam van alles ziet dat hij nog niet kan verklaren, zoals wolken en de condensstrepen van vliegtuigen. Zo ziet hij 's avonds laat het avondrood en associeert dat met een brand.

## Geschiedenis
Het nummer verscheen in deze nieuwe versie op het album Kilomeaters, dat uitkwam naar aanleiding van het 20-jarig jubileum van de band in 2005. De single verscheen op 17 december en behaalde een tweede plaats in de Limbo Top Tien van december 2005 van omroep L1.
De eerste opgenomen versie van het nummer is al te vinden op een muziekcassette van carnavalsvereniging "De Turftreiers" uit 1986. Daarnaast verscheen het op eerste Rowwen Hèze-album uit 1987, getiteld Rowwen Hèze en op het album Boem uit 1991. Ook is het te horen op de livealbums In de wei uit 1992 en 't Beste van 2 werelden uit 1999.
Op de maxisingle staan naast de nieuwe opname van De Peel in brand ook nog een liveopname van de ballad November (opgenomen in theater De Oranjerie in Roermond in februari 2005) en een liveopname van het bekende feestnummer Limburg (opgenomen tijdens het Pisart Festival in Eijsden in september 2005).

## Hitnotering

### Nederlandse Top 40
| Positie: | 34 | 34 | 34 | uit |

### NederlandseSingle Top 100
| Positie: | 21 | 13 | 15 | 23 | 22 | 17 | 31 | 30 | 31 | 36 | 52 | 67 | uit |

### NPO Radio 2 Top 2000
| Nummer met noteringen in de NPO Radio 2 Top 2000 | '13  | '14  | '15 | '16 | '17 | '18 | '19 | '20 | '21 | '22 | '23 | '24 |
| ------------------------------------------------ | ---- | ---- | --- | --- | --- | --- | --- | --- | --- | --- | --- | --- |
| De Peel in brand                                 | 1846 | 1406 | 900 | 402 | 472 | 443 | 299 | 333 | 335 | 336 | 352 | 349 |

1. ↑  Een vetgedrukt getal geeft de hoogste notering aan.
2. ↑  2013 was het eerste jaar met een notering voor dit nummer.